# Cats Under the Stars
Cats Under the Stars es un álbum de estudio de la banda estadounidense de folk rock Jerry Garcia Band, publicado a través de Arista Records en 1978, siendo así el único disco estudio acreditado a la banda. Fue el primer disco de Jerry Garcia con Arista.
Es el primer álbum grabado en el Grateful Dead's Club Front in San Rafael, California, una nave industrial adquirida por la banda para ensayar y que después convirtieron en un estudio de grabación. Garcia explicó "A [Ron] Tutt le gustaba el sonido de la batería en ese espacio y aunque no lo habíamos pensado antes, decidimos montar un estudio".
Garcia llegó a decir que "Cats Under the Stars es mi favorito. Es de los que más contento me hacen, desde todos los puntos de vista. Nada más salió el disco tocamos todas las canciones en directo, con John y Maria, Keith y Donna y creo que Ronnie Tutt todavía estaba".

## Lista de canciones
1. "Rubin And Cherise" (Robert Hunter, Jerry Garcia) – 5:17
2. "Love In The Afternoon" (Hunter, John Kahn) – 4:09
3. "Palm Sunday" (Hunter, Garcia) – 2:21
4. "Cats Under The Stars" (Hunter, Garcia) – 5:31
5. "Rhapsody In Red" (Hunter, Garcia, Kahn) – 5:11
6. "Rain" (Donna Godchaux) – 5:53
7. "Down Home" (Kahn) – 1:46
8. "Gomorrah" (Hunter, Garcia) – 5:26

Se reeditó un box set titulado All Good Things: Jerry Garcia Studio Sessions con las siguientes pistas adicionales:
1. "Magnificent Sanctuary Band" (Dorsey Burnette) – 3:50
2. "I'll Be With Thee" (Dorothy Love Coates) – 6:01
3. "The Way You Do the Things You Do" (Smokey Robinson, Robert "Bobby" Rogers) – 5:01
4. "Mighty High" (David Crawford, Richard Downing) – 3:04
5. "Don't Let Go" (Jesse Stone) – 15:59
6. "Down Home (Rehearsal Version)" (Kahn) – 1:49
7. "Palm Sunday (Alternate Take)" (Hunter, Garcia) – 2:24

Pistas 9 y 11-13 son de un ensayo en noviembre de 1976.

## Personal
Jerry Garcia Band
- Jerry Garcia - guitarra, voz
- Donna Jean Godchaux - voz
- Keith Godchaux - teclados, coros
- John Kahn - bajo, teclados, guitarra, orquestación
- Ron Tutt - batería, percusión

Músicos adicionales
- Merl Saunders - órgano
- Maria Muldaur - coros en 2, 8 y 10
- Stephen Schuster - flauta, clarinete, saxofón
- Brian Godchaux - violín
- Candy Godchaux - violín

Producción
- Ingenieros - Betty Cantor-Jackson, Bob Matthews
- Asistentes - Harry Popick, Steve Parrish, Bill Candelario, Ramrod
- Portada - Kelly Mouse Studios